# Shmuel Rosenthal
Shmuel "Sam" Rosenthal (22 de abril de 1947) é um ex-jogador de futebol israelense.

## Carreira

### Clubes
Jogou por mais tempo no  Hapoel Petah-Tikva, entre 1965 e 1972 e entre 1973 e 1976. Atuaria também por Beitar Tel-Aviv, Oakland Stompers e Hapoel Lod, onde pararia de jogar, em 1979.

### Seleção Israelense
Em 1972, Rosenthal, que disputou também as Olimpíadas de 1968 e a Copa de 1970, tornou-se o primeiro israelense a jogar na Europa, mais precisamente no clube alemão Borussia Mönchengladbach, tendo atuado por lá durante um ano.ref>«Elenco na Copa de 70». Consultado em 27 de março de 2016</ref>